# Visicom
Visicom (ukrainisch „ВІЗІКОМ“/ Приватне акціонерне товариство "Візіком-Д") ist ein 1995 gegründetes Unternehmen der GIS-Technologie in der ukrainischen Hauptstadt Kiew.
Visicom ist sowohl auf dem nationalen Markt wie auch auf internationalen Märkten vertreten und ist einer der führenden Hersteller von digitalen Karten und Geodaten.